# Fourou
Fourou è un comune rurale del Mali facente parte del circondario di Kadiolo, nella regione di Sikasso.
Il comune è composto da 29 nuclei abitati:
- Alhamoudoulaye
- Bala
- Baloulou
- Banaso
- Dièou
- Finkolo
- Fouguélé
- Fourou
- Galamakourou
- Glambéré
- Gouéné
- Kamberké
- Kapalaka
- Katiorrni
- Lassiribougou

- Lollè
- Louguelé
- N'Golpéné
- Naziédougou
- Nigolasso
- Noularma
- Ouatialy
- Piama
- Sinty
- Syama
- Taboroni
- Tenbleni
- Torokoro
- Zèguèrè